# Emmanuel Nascimento
Emmanuel Fortes Nascimento (Rio de Janeiro, 13 de agosto de 1970) é um nadador brasileiro, que participou de duas edições dos Jogos Olímpicos pelo Brasil.
Atualmente trabalha como diretor de uma operadora de telefonia.

## Trajetória esportiva
Emanuel começou a nadar aos oito anos, na Universidade Gama Filho e, em busca de melhor estrutura, transferiu-se para o Clube de Regatas do Flamengo. Aos 15 anos, foi treinar o Minas Tênis Clube.
Logo em seguida foi convocado para participar dos Jogos Olímpicos de 1988 em Seul, onde terminou em décimo lugar nos 4x200 metros livre, 12º lugar nos 4x100 metros livre, 18º lugar nos 4x100 metros medley, 36º lugar nos 200 metros borboleta e 37º lugar nos 100 metros livre. 
Em 1989 mudou-se para os Estados Unidos, para treinar. Foi recordista sul-americano dos 100 metros livre entre 1990 e 1991.
Participou do Campeonato Mundial de Esportes Aquáticos de 1991 em Perth, onde ficou em 24º lugar nos 100 metros livre e 26º lugar nos 200 metros livre. 
Nos Jogos Pan-Americanos de 1991 em Havana, conquistou a medalha de ouro no revezamento 4x100 metros livre e a medalha de prata no revezamento 4x200 metros livre. Ele também terminou em sexto lugar nos 100 metros livre e sétimo lugar nos 100 metros borboleta.
Nas Olimpíadas de 1992 em Barcelona, terminou em sexto lugar nos 4x100 metros livre, sétimo lugar nos 4x200 metros livre e 25º lugar nos 100 metros livre.
Formou-se em engenharia e encerrou sua carreira de atleta aos 26 anos. Não deixou de nadar, porém, não compete mais, e tem a vela como hobby.